# Lidija Horvat-Dunjko
Lidija Horvat Dunjko (Varaždin, 1967.) je hrvatska sopranistica, docentica na Muzičkoj akademiji Sveučilišta u Zagrebu. Dobitnica je Ordena reda Danice hrvatske s likom Marka Marulića.
Diplomirala je u klasi profesorice Zdenke Žabčić-Hesky na Muzičkoj akademiji Sveučilišta u Zagrebu, gdje sada i sama predaje. 
Nastupila je u više od trideset uspješnih opernih uloga u Hrvatskoj i inozemstvu. Tako je npr. igrala Kraljicu noći u "Čarobnoj fruli", Rosinu u "Seviljskom brijaču", Gilde u "Rigolettu" itd. Nastupala je u Parizu (Théâtre des Champs-Élysées), Beču (Musikverein), Torontu (Ryerson Theatre, Massey Hall), Berlinu, Münchenu, Bruxellesu, Dublinu, Salzburgu, Torinu, Veneciji, Zürichu, Ženevi, Zagrebu, Ljubljani, Buenos Airesu (Teatro Colón, Teatro Nacional Cervantes), Madridu, Santiago de Chileu, Lisabonu, Montevideu, Moskvi (Čajkovski dvorani moskovskog konzervatorija), Johannesburgu, Pretoriji i dr. 
Surađuje s velikanima opere, s eminentnim redateljima i orkestrima. Osnovala je školu opere Mirula 2003. godine u Pučišćima, na otoku Braču. 
Zajedno s grupom Magazin, izvela je pjesmu "Nostalgija" s kojom su predstavljali Hrvatsku na natjecanju za Pjesmu Eurovizije 1995. godine, a završili su na 6. mjestu.
Njezina kći Antonia Dunjko također je hrvatska sopranistica.